# Chiesa di Sant'Anastasio (Lucca)
La chiesa di Sant'Anastasio è una chiesa di Lucca che si trova nella via omonima.

## Storia e descrizione
Già esistente nel IX secolo, si presenta nell'aspetto assunto in seguito a una ristrutturazione duecentesca. A navata unica, è costruita in laterizio, mentre la parte inferiore della facciata è in calcare bianco. Nella parte alta della facciata sono inseriti bacini ceramici del XIII secolo.
I due leoni che ornano i capitelli di stipite del portale centrale appartengono a una bottega di lapicidi che ripropongono motivi decorativi tratti dal repertorio diffuso da maestro Guidetto tra XII e XIII secolo. Gli spazi interni furono completamente ridisegnati alla fine del XVI secolo. La copertura a capriate venne sostituita da una volta a botte e nuovi dipinti furono predisposti per gli altari. Dopo un lungo periodo di chiusura al culto è divenuta sede della chiesa ortodossa rumena ed è stata intitolata a Sant'Antonio il Grande. Quest'ultimo evento ha portato alla trasformazione dell'interno, con la costruzione dell'iconostasi e la decorazione delle pareti e della volta.

## Galleria d'immagini

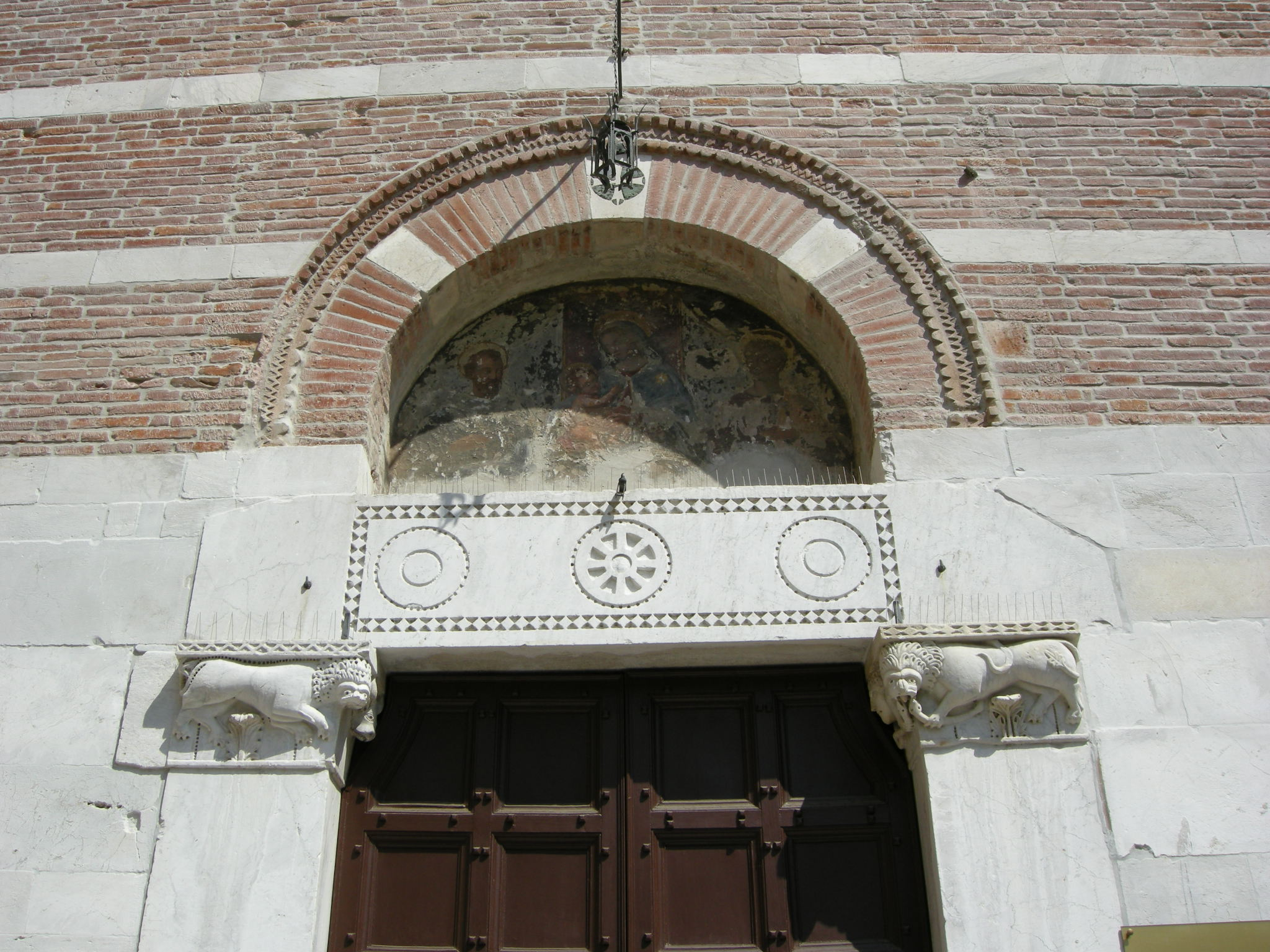
Portale
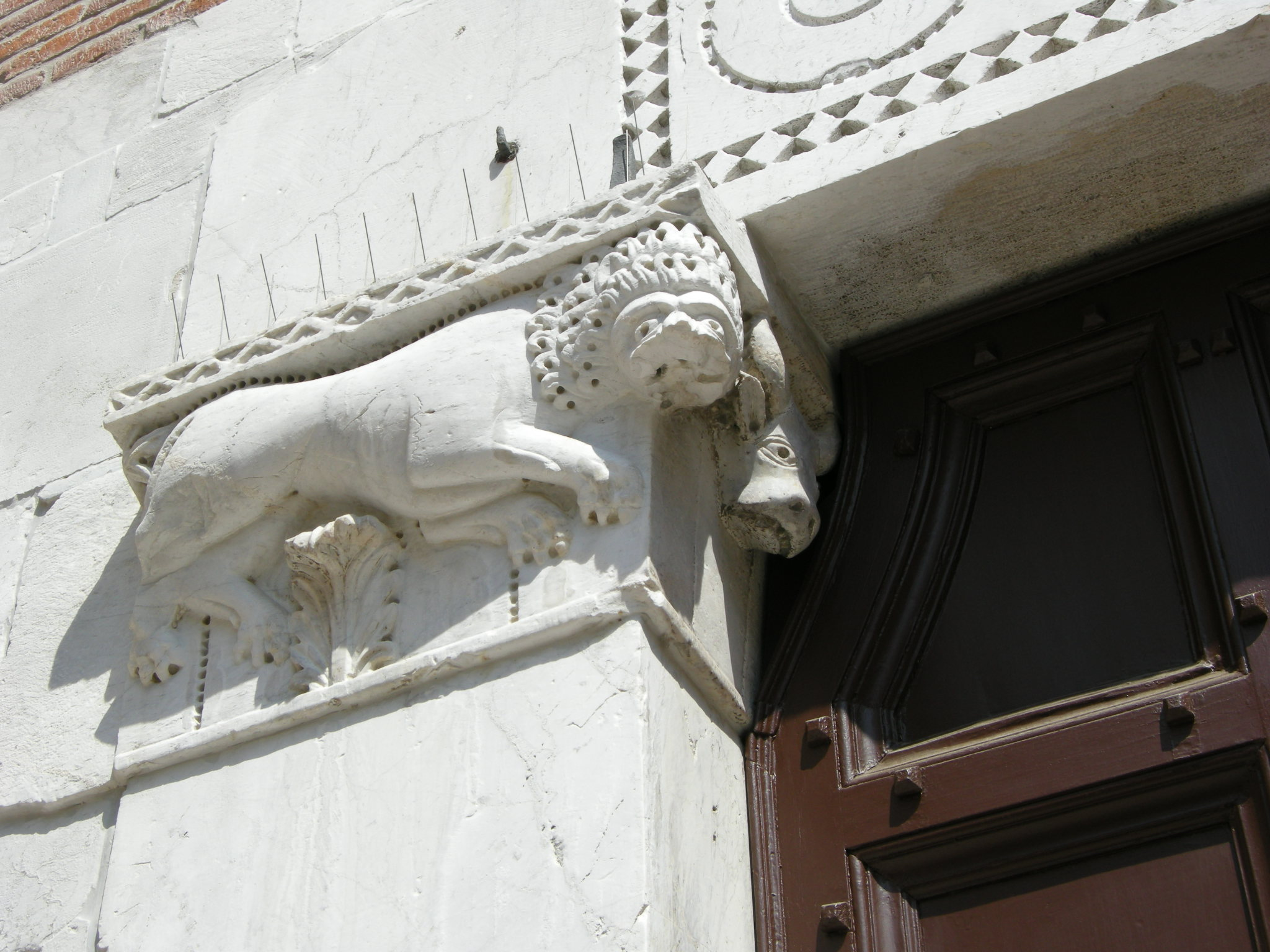
Leone sinistro
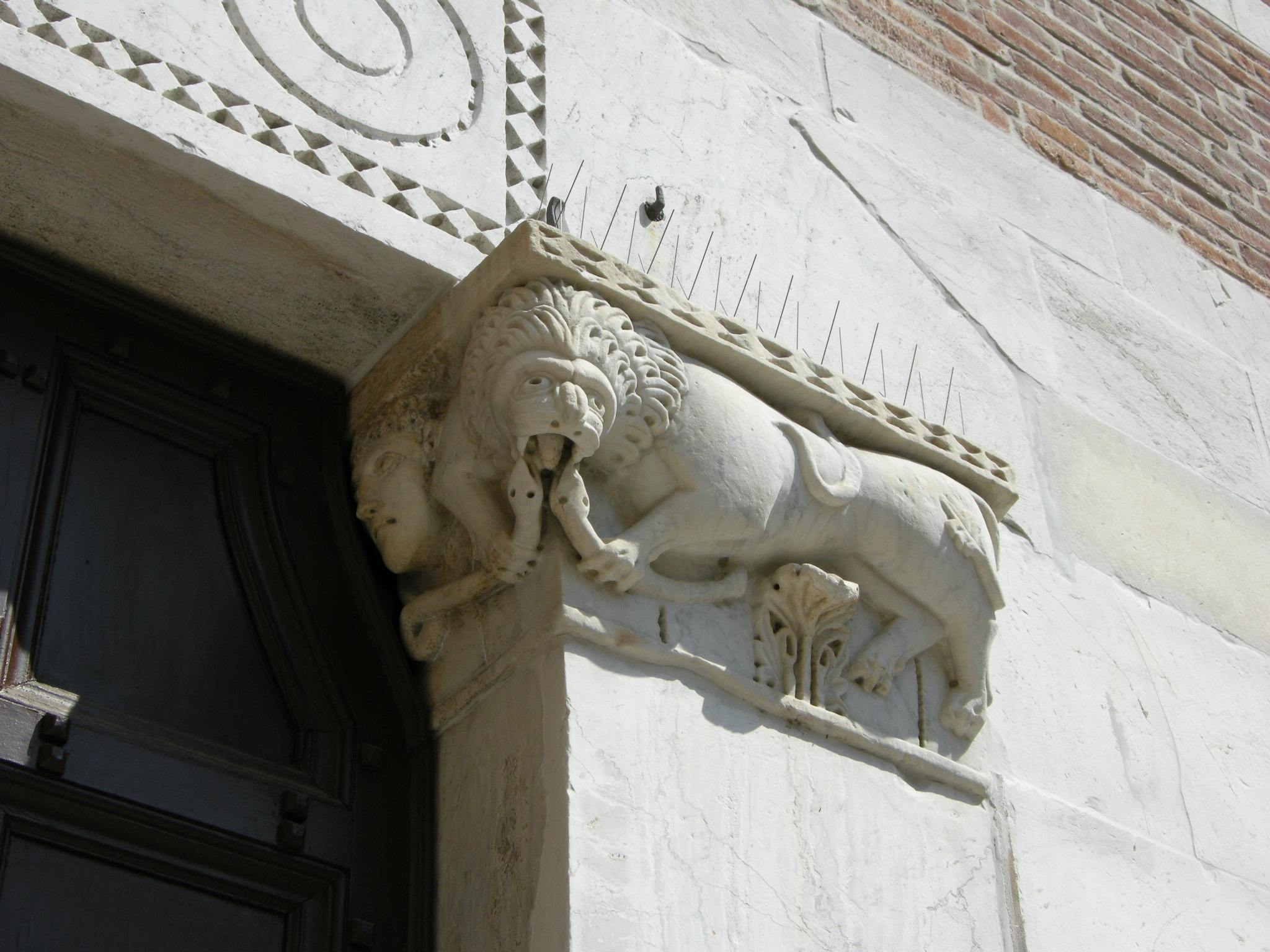
Leone destro
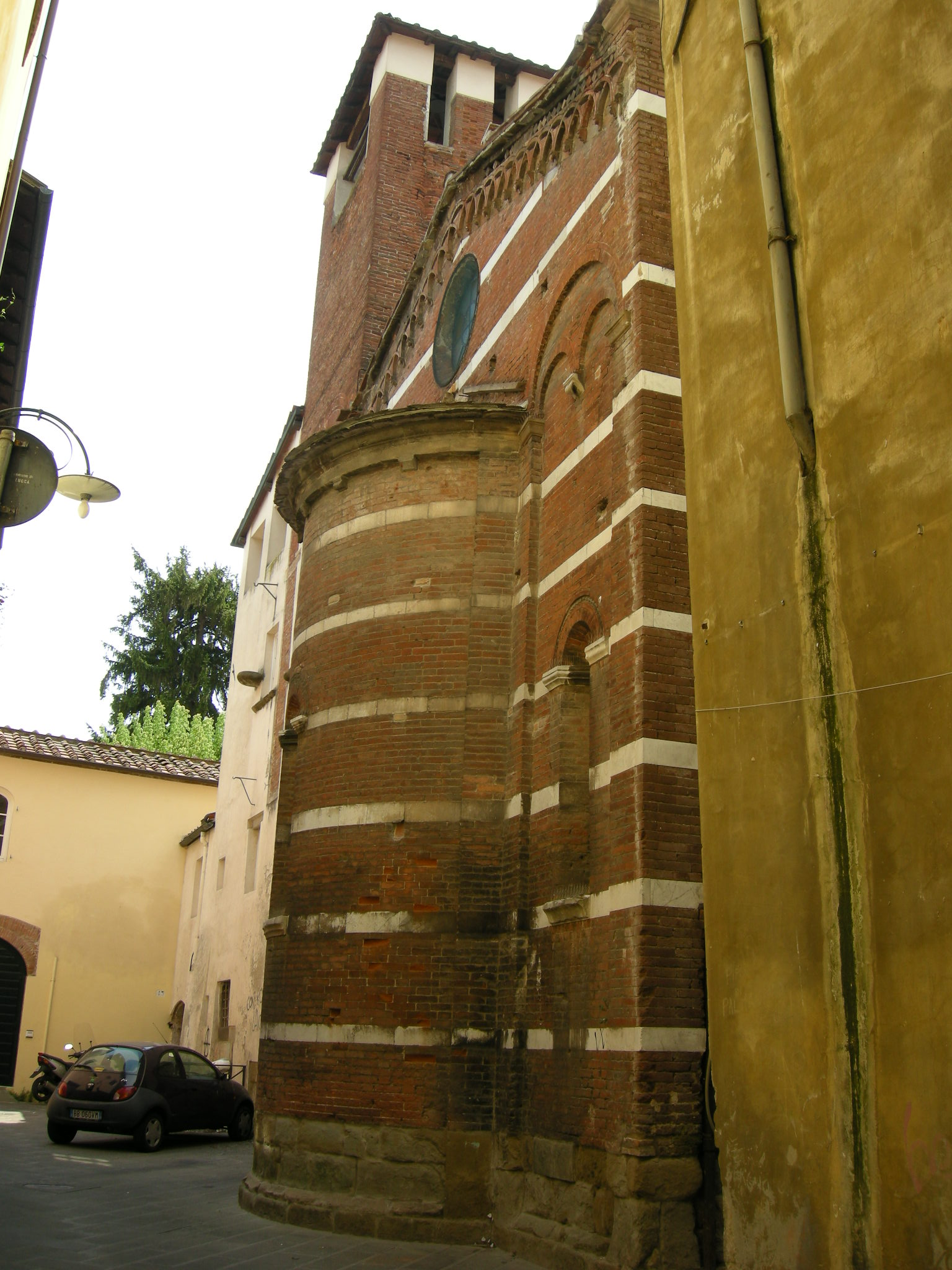
Abside
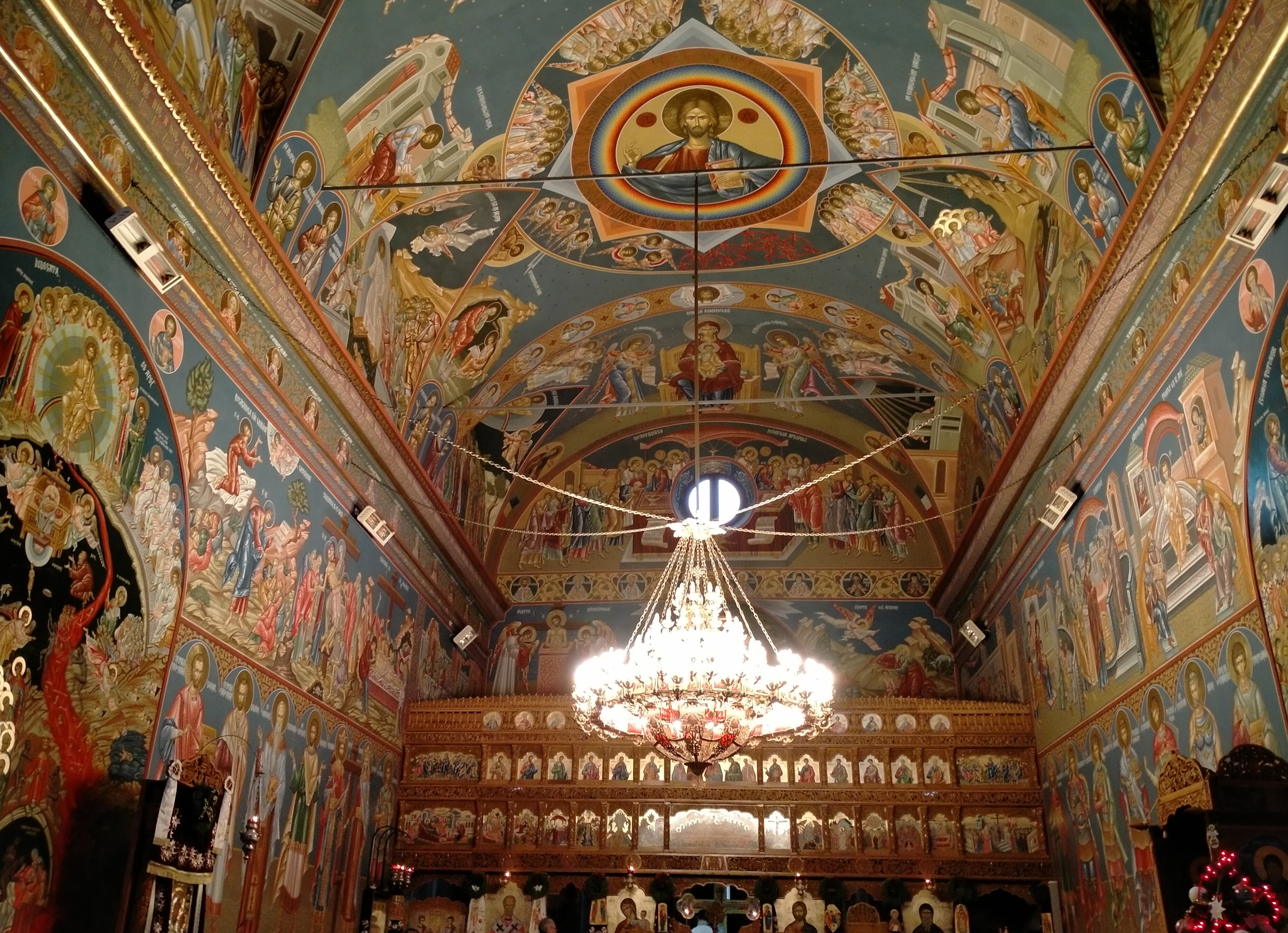
L'interno dopo il reallestimento ortodosso